# David Singmaster
David Breyer Singmaster (Estados Unidos, dezembro de 1938 - 13 de fevereiro de 2023) foi um matemático estadunidense. Era professor aposentado de matemática da London South Bank University.

## Obras
- Notes on Rubik's magic cube, David Singmaster. Enslow Pub Inc, 1981. ISBN 0-89490-043-9.
- Handbook of Cubik Math, David Singmaster and Alexander Frey. The Lutterworth Press, 1987. ISBN 0-7188-2555-1.
- Rubik's Cube Compendium,Edited by David Singmaster Oxford University Press, 21 April 1988. ISBN 0-19-853202-4.